# HIUCハイスクール
HIUCハイスクール (Human International Universities & Colleges Consortium High School) は、東京都と大阪府にある教育機関。留学準備機関であるヒューマン国際大学機構を母体として設立された、文部科学省認可の広域通信制高校であるヒューマンキャンパス高等学校のサポート校。

## 概要
ヒューマン国際大学機構付属の教育機関であり、沖縄県名護市にキャンパスを持つ文部科学省認可の広域通信制高校であるヒューマンキャンパス高等学校の卒業資格取得を支援するサポート校である。学校側が指定した東京都、大阪府の各校舎にて、1、2年次は週3日、3年次は月曜～金曜の週5日、米国式カリキュラムに基づいた授業を全て英語で受講する。同時に、ヒューマンキャンパス高等学校のレポート学習支援、名護本校、及び近隣の学習センターへのスクーリング引率等を行い、日本の高校卒業資格の取得支援を行う。
高校卒業後の進路については、国内大学、専門学校、就職、海外進学が可能。3年次はヒューマン国際大学機構の留学準備コースと合同での授業になるため、高校卒業資格取得後に現役で海外大学に進学することもできる。
日本の高校卒業資格取得は、3年以上の高校在籍年数、学習指導要領で規定された科目など学校が指定した必修科目の単位修得、およびスクーリングへの出席を含めて、所定の単位を修得することが卒業要件となっている。また他の高校の中途退学者・編入者については、前在籍高校の在籍年数や取得単位も通算して認定される。
現在、HIUCハイスクールに関しては、１年生の新規受け入れに関して受付を停止。
２年生以降の転編入に関しては受け入れを行っている。
- 課程　3年間
- 学期　4学期制
- 共学
- 制服あり

## 沿革
- 2010年 - 開校

## 所在地
- 東京校：東京都新宿区西新宿7-8-10 オークラヤビル5F
- 大阪校：大阪市中央区南船場4-3-2 御堂筋MIDビル9Ｆ

## 交通
- 東京校：新宿駅西口より徒歩10分
- 大阪校：心斎橋駅3番出口より徒歩5分